# Gagscreen
Gagscreen – ukryta funkcja programów komputerowych, którą można wywołać za pomocą specyficznej kombinacji klawiszy czy innych czynności, wykonywalnych w ściśle określonej sekwencji. Gagscreeny można uznać, za stosowany w aplikacjach komputerowych odpowiednik kodów do gier (cheat codes). W tradycyjnych aplikacjach ukryte funkcje nie są zbyt popularne, w związku z czym stanowią dość unikatowe zjawisko wśród aplikacji użytkowych.

## Przykłady
Adobe Photoshop – przy jednoczesnym przytrzymaniu sekwencji klawiszy <ALT>+<CTRL>+<SHIFT> i wybraniu poleceń Pomoc/About Photoshop, ukazuje się okno z wszystkimi osobami zaangażowanymi w przygotowanie Photoshopa i ukryta grafika
Google Earth – po uruchomieniu programu i wciśnięciu sekwencji <CTRL>+<ALT>+<A> uruchamia się symulator lotu, przy użyciu którego użytkownik ma możliwość oglądania świata Google Earth zza kokpitu samolotów Cessna lub F-16.